# Padre Vostro
Padre Vostro (Svećenikova djeca) è un film del 2013 diretto da Vinko Brešan.

## Trama
Il giovane Padre Fabijan approda in un'isoletta della Dalmazia dove, come ovunque in Croazia, il tasso di natalità è crollato nel corso degli anni. Frustrato dalla popolarità di Padre Jakov, l'anziano parroco locale, e desideroso di lasciare il segno nella storia dell'isola, nonché di incoraggiare il "decorso della volontà divina", Padre Fabijan ha un'idea geniale: bucare i preservativi che consentono la lussuria più sfrenata senza risultare in un boom delle nascite. Naturalmente l'ingegnoso prete ha bisogno della complicità di alcuni isolani: Petar, l'edicolante che vende ai compaesani i profilattici, ma anche il farmacista Marin che dovrà sostituire con le vitamine le pillole anticoncezionali acquistate dalle donne del luogo. I risultati non tardano ad arrivare: gravidanze improvvise, matrimoni riparatori, altarini scoperchiati. Ma non tutte le conseguenze andranno nella direzione prevista da Padre Fabijan, che scoprirà che sostituirsi a Dio non è una buona idea nemmeno se si è convinti di rendergli un prezioso servigio.
Tra le vicende: Petar e la moglie adottano una bambina abbandonata nottetempo in canonica; si scopre che la "pazza del paese" non è poi così pazza; una ragazza promiscua sposa uno dei suoi amanti per riparare ad una gravidanza; una ragazza viene "sequestrata" dai genitori del suo fidanzato morto prematuramente per impedirle di abortire; Padre Fabijan scopre la verità dietro il suicidio di una giovanissima ragazza.

## Distribuzione
Il film è uscito nelle sale cinematografiche croate il 3 gennaio 2013, mentre in Italia è uscito il 15 maggio 2014.